# Renansart

Renansart este o comună în departamentul Aisne din nordul Franței. În 1 ianuarie 2022 avea o populație de 149 de locuitori.